# Civitas Taunensium
Die Civitas Taunensium war eine zivile römische Verwaltungseinheit (Civitas) im rechtsrheinischen Teil der Provinz Germania superior im heutigen Rhein-Main-Gebiet, dem Taunus und der Wetterau. Hauptort war die römische Siedlung in Frankfurt-Heddernheim mit dem Namen Nida. Die Civitas wurde vermutlich in trajanischer Zeit eingerichtet und existierte bis in die Zeit des Limesfalls in der Mitte des 3. Jahrhunderts.

## Geografie

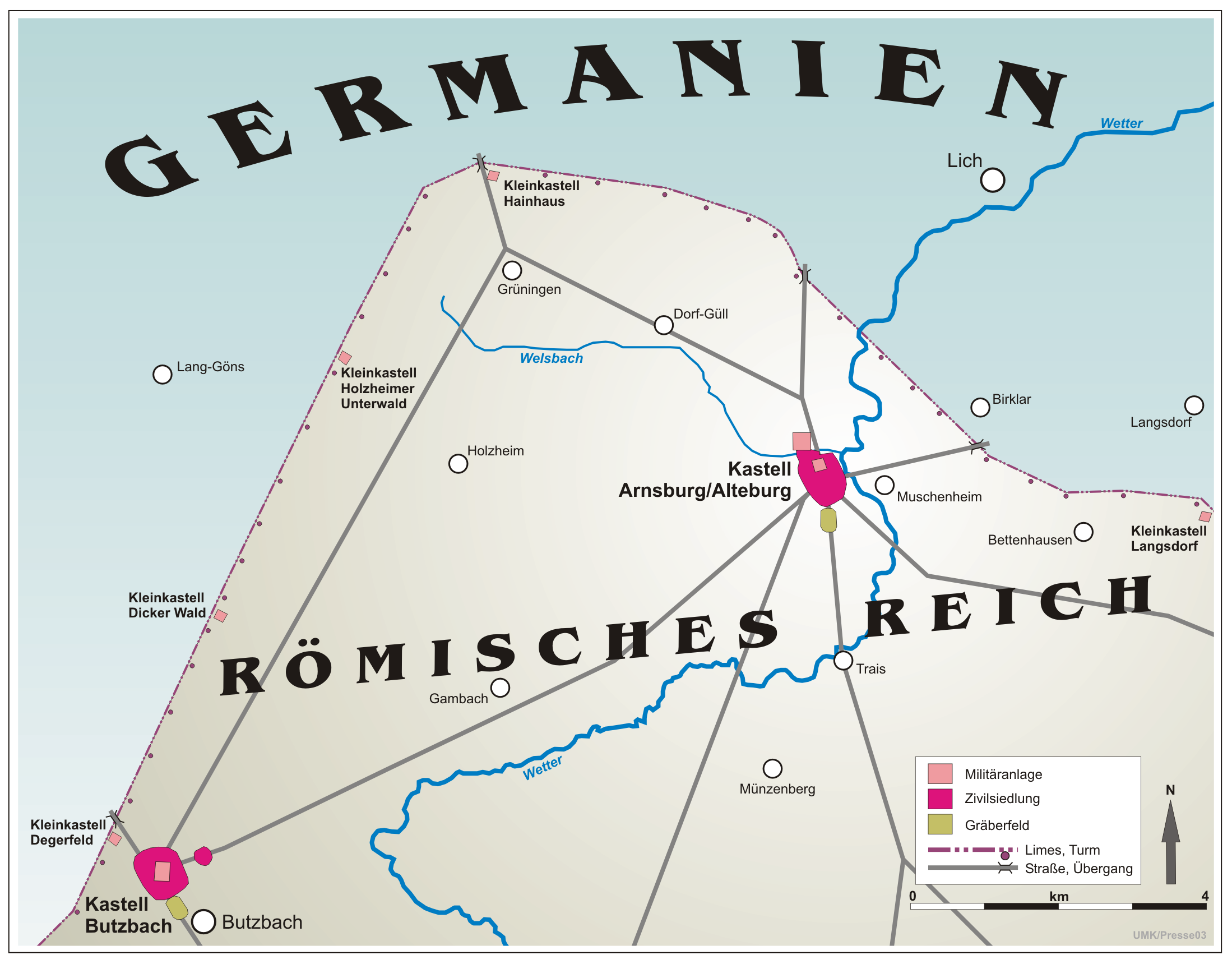
Nördlicher Limesbogen (Wetteraubogen) bei den Kastellen Arnsburg und Butzbach.

Die Civitas umfasste den Bereich der römischen Gebiete nördlich des Mains zwischen dem heutigen Hanau und Hattersheim, möglicherweise auch einige südlich des Mains angrenzende. Sie war Teil der von Tacitus als agri decumates bezeichneten Gebiete. Die Grenzen der Civitas wurden im Nordwesten, Norden und Osten vom Limes gebildet (auch Wetteraubogen genannt), als Westgrenze wird der Schwarzbach vermutet. Hier grenzte die Civitas Mattiacorum mit dem heutigen Wiesbaden (Aquae Mattiacorum) als Hauptort an. Im Süden lag die Civitas Auderiensium mit dem Hauptort Dieburg. Von diesem Gebiet war die Civitas Taunensium vermutlich durch den Main getrennt.
Durch die Nähe zur überwachten Reichsgrenze waren römische Truppen im gesamten Gebiet der Civitas präsent. Grund für die Einbeziehung der Gebiete nördlich des Mains in einem weiten Bogen war sicher die Fruchtbarkeit der Wetterauer Lösslehmböden. Das Grenzland war – wie viele Grenzgebiete im Römischen Reich – militärisch und landwirtschaftlich dominiert.

## Geschichte

### Germanenfeldzüge der augusteischen Zeit
Das Gebiet der späteren Civitas Taunensium rückte zuerst mit den Germanenfeldzügen des Kaisers Augustus in das Blickfeld der römischen Expansion. Hier reichte der Rheingraben in Form der Wetterau zapfenförmig weit in germanisches Territorium hinein. Deshalb wählte man dieses Gebiet als eine der beiden Haupteinmarschstrecken neben dem Lippe-Raum. Vom Legionslager Mogontiacum (Mainz) aus legte man eine Reihe von Kastellen an, die den sicheren Marsch der Einheiten vom Rhein aus in die innergermanischen Gebiete ermöglichten. Diese Kastelle befanden sich in Rödgen, Friedberg, Bad Nauheim und eventuell Nida. Auch der Aufbau des Römischen Forums von Waldgirmes fällt in diese Zeit. Die Kastelle waren untereinander durch eine Militärstraße verbunden, die heute als Elisabethenstraße bekannt ist. Ein zweiter Versorgungsweg war das Wasser. Der Main und die Nidda dienten vornehmlich dem Transport von Waren und Material. Zur Sicherung des Wasserwegs dürfte ein Kastell in Frankfurt-Höchst gedient haben, dort fanden sich Verteidigungsgräben dieser Zeit in der Bolongarostraße.
Durch die verheerende Niederlage in der Varusschlacht wurde die römische Expansion für eine Zeit gestoppt. Die geplante Stadt bei Waldgirmes wurde aufgegeben.

### Flavische Kaiser und Chattenfeldzüge

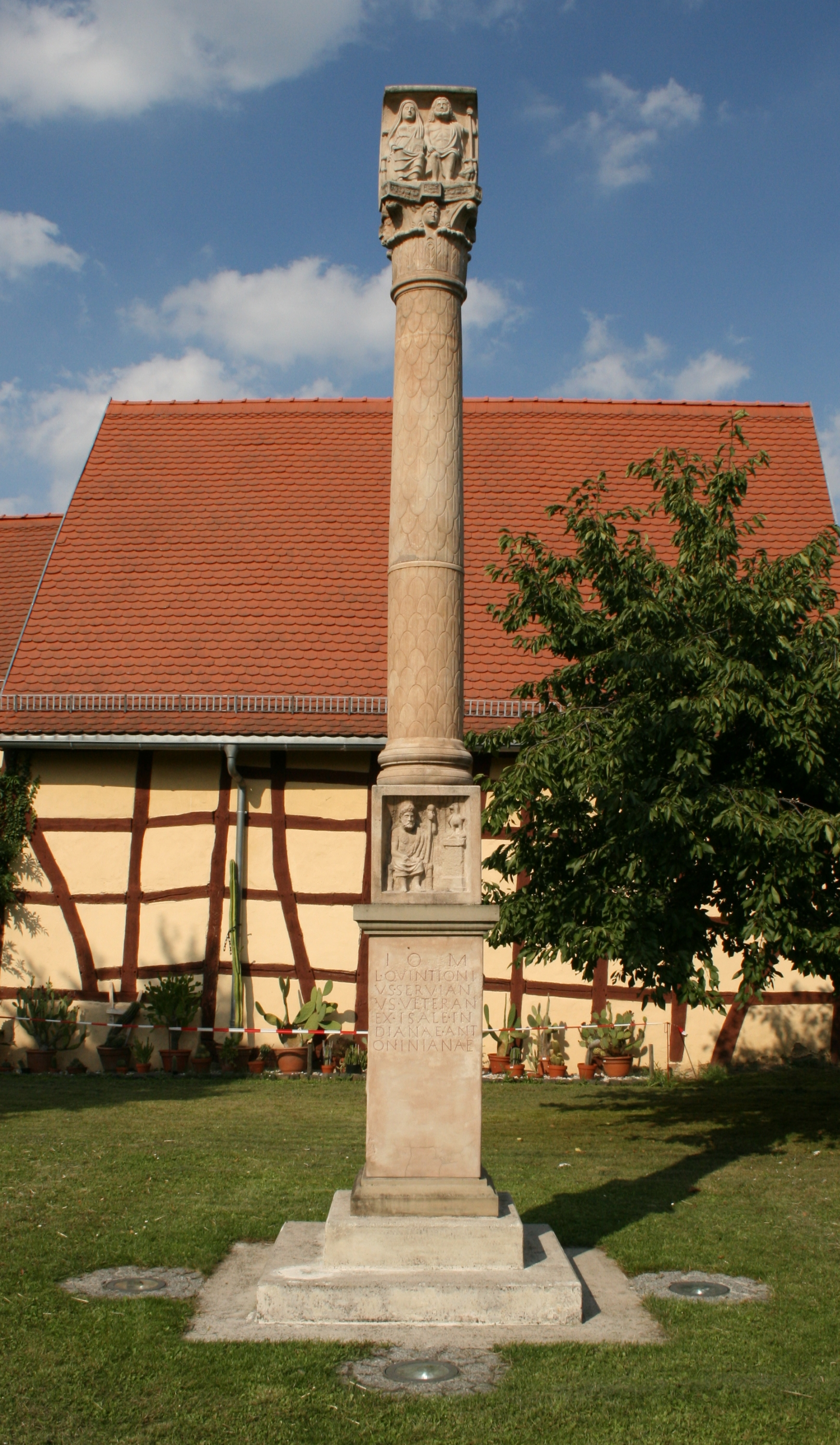
Jupitersäule, Replik vor dem Museum in Echzell, Fundort Villa rustica in Wölfersheim bei Echzell. Die Inschrift nennt den Veteranen einer ala Indiana Antoniniana.

Auch nach dem Ende der Germanenkriege unter Augustus und Tiberius versuchte das Römische Reich Einfluss auf die Gebiete rechts des Rheins zu nehmen. Mit Wiesbaden und Mainz-Kastel hielten die Römer einen Brückenkopf gegenüber von Mogontiacum besetzt. Erste Kastellbauten (Erdlager) in Hofheim datieren in claudisch-neronische Zeit. Südlich des Mains ergibt sich ein ähnliches Bild, als die Römer in dieser Zeit versuchten, einen Brückenkopf gegenüber von Mogontiacum und die wichtige Verbindung entlang des Rheins (Römische Rheintalstraße) zu kontrollieren.
Eine weitere römische Offensive zur Aneignung rechtsrheinischer Gebiete geschah unter Domitian. Das Gebiet der Civitas Taunensium wurde während der Chattenkriege des Kaisers 83–85 n. Chr. Teil des Römischen Reiches. Nach Frontinus stellten die Chatten sich nicht zur offenen Feldschlacht, griffen aber aus dem Hinterhalt an. Deshalb ließen die Römer Schneisen in den Wald schlagen – der Beginn des Limes. Somit wurde die Grenze der römischen Expansion zunächst provisorisch, später als endgültig festgelegt. Doch gab es auch später noch örtliche, kleinere Grenzverschiebungen.
Das eroberte Gebiet, zu dem auch der Bereich der civitas Taunensium gehörte, kam zur Provinz Germania superior mit der Hauptstadt Mogontiacum. Frühe Kastelle aus der flavischen Zeit sind nachgewiesen auf der Dominsel in Frankfurt am Main, in Heddernheim, Okarben und Friedberg. Das große Kastell in Kesselstadt sollte das Mainknie und die Kinzigmündung sichern, wurde aber vermutlich nach dem Saturninusaufstand 89 n. Chr. aufgegeben.

### Blüte des Grenzlands im 2. Jahrhundert n. Chr.

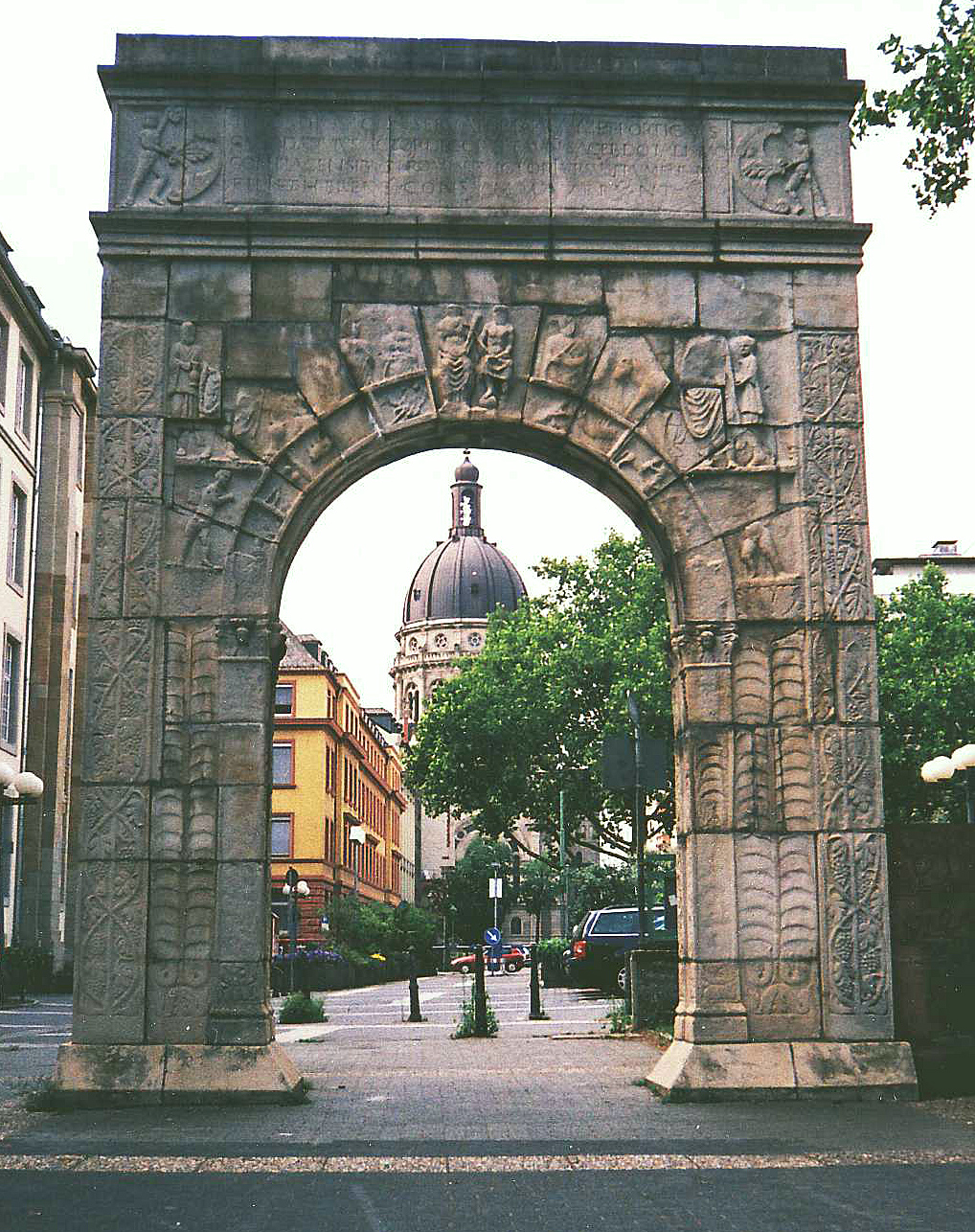
Kopie des Dativius-Victor-Bogens in Mainz

Wenige Jahre nach der Eroberung etablierte sich auch in den neu besetzten Gebieten eine zivile Verwaltung. Die Gründung der civitas Taunensium wird allgemein um das Jahr 100 n. Chr., also in der Zeit Kaiser Trajans angenommen. Dieser war zuvor Statthalter in Obergermanien und blieb auch nach dem Tod seines Vorgängers Nerva bis zum Jahr 99 in Germanien.
Das vom Limes geschützte Gebiet erlebte im Verlauf des 2. Jahrhunderts unter den Adoptivkaisern eine lange Friedensperiode. Truppen aus dem Hinterland wurden direkt an den Limes verlegt. Von den zurückbleibenden Zivilsiedlungen erlebte besonders Nida einen Aufschwung, Handel und Kultur blühten auf. Der Hauptort begann sich zur Stadt zu entwickeln, jedoch ohne den rechtlichen Status. Kastelle und Gutshöfe wurden im Verlauf des 2. Jahrhunderts in Stein ausgebaut. Im Schutz und Gefolge der am Limes stationierten Truppen bildeten sich viele weitere Zivilsiedlungen. Das spricht dafür, dass das Limessystem in dieser Zeit gut funktionierte. Auch waren die Soldaten ein bedeutender Wirtschaftsfaktor, da sie durch ihren Sold einen regelmäßigen Zufluss frisch geprägten Münzgeldes und eine ständige hohe Nachfrage im Grenzland garantierten. Archäobotanische Untersuchungen haben alleine für den Limesbogen in der Wetterau einen jährlichen Bedarf von 3034 t Getreide (ohne Saatgutproduktion) und 10371 t Heu errechnet.

### Niedergang im 3. Jahrhundert

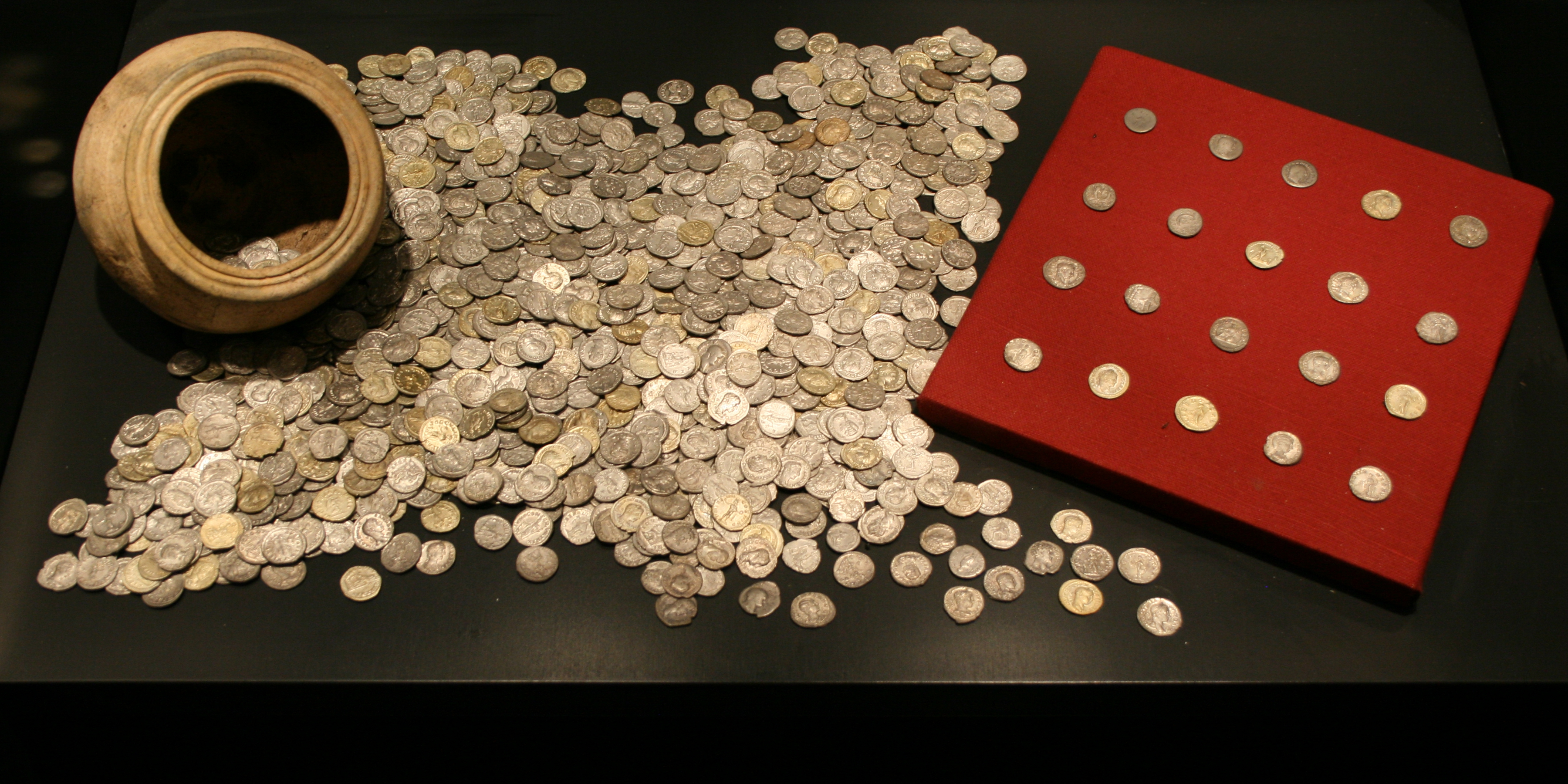
Münzschatz aus Ober-Florstadt (1136 Denare)

Erste Schwierigkeiten scheinen das Gebiet gegen Ende des 2. Jahrhunderts betroffen zu haben, möglicherweise in Verbindung mit den Markomannenkriegen. In einigen römischen Villen sind Zerstörungsspuren aus der Zeit zwischen 160 und 180 nachweisbar, ebenso im Hauptort Nida. In der zweiten Hälfte des 2. Jahrhunderts wurde die Limesstrecke im Taunus durch die Numeruskastelle Holzhausen, Kleiner Feldberg und Kapersburg verstärkt.
Die Alamanneneinfälle in der zweiten Hälfte des dritten Jahrhunderts beendeten die römische Präsenz und auch die Existenz der Civitas Taunensium. Entscheidend für den Niedergang des Grenzlandes dürfte gewesen sein, dass der Limes gegen die zahlreichen Vorstöße der Germanen keinen genügenden Schutz mehr bot. Die zuvor errichtete Stadtmauer von Nida zeugt von einem Behauptungswillen der Bevölkerung. Noch im Jahr 250 ließ die Civitas den Friedberger Leugenstein aufstellen, eines der spätesten Steindenkmäler aus dem Hinterland des Limes. Er belegt, dass die Verwaltung noch teilweise funktionierte und den Unterhalt der Straßen sicherte. Der Dativius-Victor-Bogen in Mainz wird ebenfalls als Zeugnis dieser schwierigen Zeit angesehen, da er möglicherweise auf die Flucht von Civitas-Bewohnern in das sichere Mainz hinweist.
Die Steindenkmäler werfen jeweils nur ein Schlaglicht auf das Schicksal der Bewohner während der Aufgabe der Gebiete durch die Römer um 260 im Rahmen der Reichskrise des 3. Jahrhunderts. Das Bild wird ergänzt durch Münzschätze und Niederlegung von Steindenkmälern in Brunnen, unter anderem aus Nida-Heddernheim liegen Skelettfunde vor. Spätrömische Münzfunde belegen, dass nach dem Abzug der Römer weiterhin Handel mit dem Imperium stattfand. Unklar ist, ob es sich dabei um römische Restbevölkerung oder Germanen handelt. Die germanischen Siedler haben in den meisten Fällen die römischen Ruinen gemieden. Siedlungskontinuität wird dennoch an wenigen Plätzen, etwa dem Domhügel in Frankfurt oder im Falle der Friedberger Altstadt und der dortigen Reichsburg, die auf dem Areal des Römerkastells erbaut wurde, aufgrund topographischer Gegebenheiten vermutet. Der Nachweis ist jedoch im Einzelnen aufgrund der Fundsituation strittig.

## Besiedlung

### Siedlungsstruktur
Hauptort der Civitas Taunensium war der Vicus Nida. Er lag zwischen den heutigen Frankfurter Stadtteilen Heddernheim und Praunheim im Gebiet der Siedlung Römerstadt. Zwar erreichte Nida nicht den Status einer Koloniestadt oder eines Municipiums, doch es verfügte als Vorort des umgebenden ländlichen Raums über entsprechende Einrichtungen (u. a. Forum und Thermen) und war nach dem Vorbild einer Koloniestadt organisiert. An seiner Spitze stand ein Rat (ordo decurionum), der jährlich zwei Bürgermeister (duoviri) wählte. Dativius Victor wird auf der Inschrift des Mainzer Bogens als Decurio der civitas Taunensium erwähnt. Aus Heddernheim gibt es Belege für sieben decuriones, einen duumvir und einen Aedil.
Im Gebiet der civitas sind noch zahlreiche weitere Vici als Marktplätze und Wohnort der Handwerker nachgewiesen, so etwa in Friedberg, im Bereich der Frankfurter Altstadt auf dem Domhügel, in Hofheim, Höchst, in Frankfurt-Nied, Hanau-Salisberg und in Nidderau-Heldenbergen. Sie hatten im Gegensatz zu späteren Dorfsiedlungen nur zu geringen Teilen einen landwirtschaftlichen Charakter. In den Dörfern dominierte Handwerk und Gewerbe, weshalb sie sich häufig in verkehrsgünstiger Lage an der Kreuzung mehrerer Straßen befanden. So sind aus Nied und Heldenbergen Töpfereien bekannt. Ob es eine Siedlung bei den Römischen Heilthermen Bad Vilbel gab, ist mangels planmäßiger Grabungen nicht gesichert. Außer den rein zivilen Dörfern lagen vor allen größeren Kastellen kleine Dörfer, sogenannte Kastellvici, die aber rechtlich und wirtschaftlich vom Militär abhängig waren.
Im Vergleich zu den zahlreichen Dörfern mittelalterlichen Ursprungs, die sich heute im gleichen Gebiet befinden, erscheint diese Aufzählung geradezu menschenleer. Vorherrschend war in der Römerzeit die Besiedlung in Einzelhofwirtschaft, das gesamte Maintal und vor allem die Wetterau wurde wegen der fruchtbaren Böden intensiv bewirtschaftet. Die Civitas Taunensium weist deshalb eine relativ hohe Dichte an Gutshöfen auf. Etwa 350 solcher Siedlungsplätze sind aus der Wetterau mittlerweile bekannt, ergraben aber nur sehr wenige.
Diese Villae rusticae stellten die Lebensmittelversorgung der am Limes stationierten Einheiten sicher. Sie befanden sich meist in der Nähe zu römischen Straßen oder in Hanglage oberhalb von Flussläufen, da sie gute Transportverbindungen zum Absatz ihrer Waren und Wasser für die Landwirtschaft benötigten. So kommt es vor, dass sich Fundplätze dieser Villen durch Kartierung wie Perlen an einer Kette aufreihen und so den Verlauf der Römerstraßen kenntlich machen. Besonders zahlreich sind sie auch entlang der kleineren Flüsse, etwa im heute noch stark landwirtschaftlich geprägten Gebiet entlang der Horloff, Usa und Wetter.

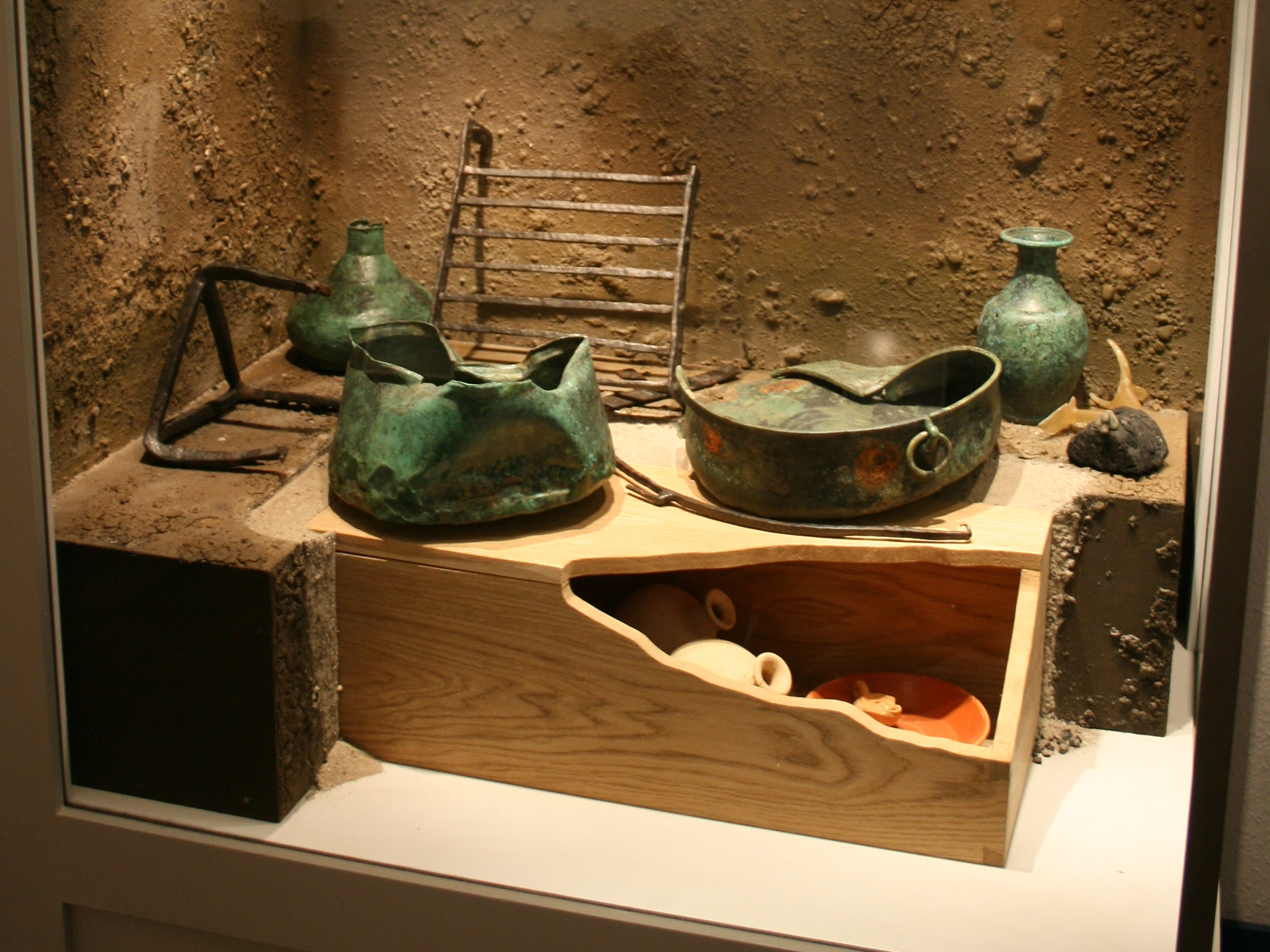
Grabinventar aus dem Gräberfeld einer Villa rustica bei Wölfersheim-Wohnbach im Wetterau-Museum Friedberg.

Das Gräberfeld einer solchen Siedlung befand sich in der Regel an der nächsten Straße, ein solches konnte z. B. bei Wölfersheim-Wohnbach ausgegraben werden. Lag die Siedlungsstelle etwas abseits, besaß sie eine eigene Zufahrt in die zumindest bei größeren Anlagen regelmäßig ummauerte Hoffläche. In der Wetterau sind im Gegensatz zu linksrheinischen Gebieten, wo Anlagen bis 6 ha keine Seltenheit sind, nur geringe Ausmaße mit 0,3 bis 3,5 ha Hoffläche nachgewiesen.
In direkter Nähe zum Limes zeichnet sich nach derzeitigem Forschungsstand ein relatives Fehlen dieser Siedlungsplätze ab, was wahrscheinlich mit einer Nutzung des Areals durch die Truppen, möglicherweise als Weideland für Pferde und Packtiere, zu erklären ist.

### Bevölkerung

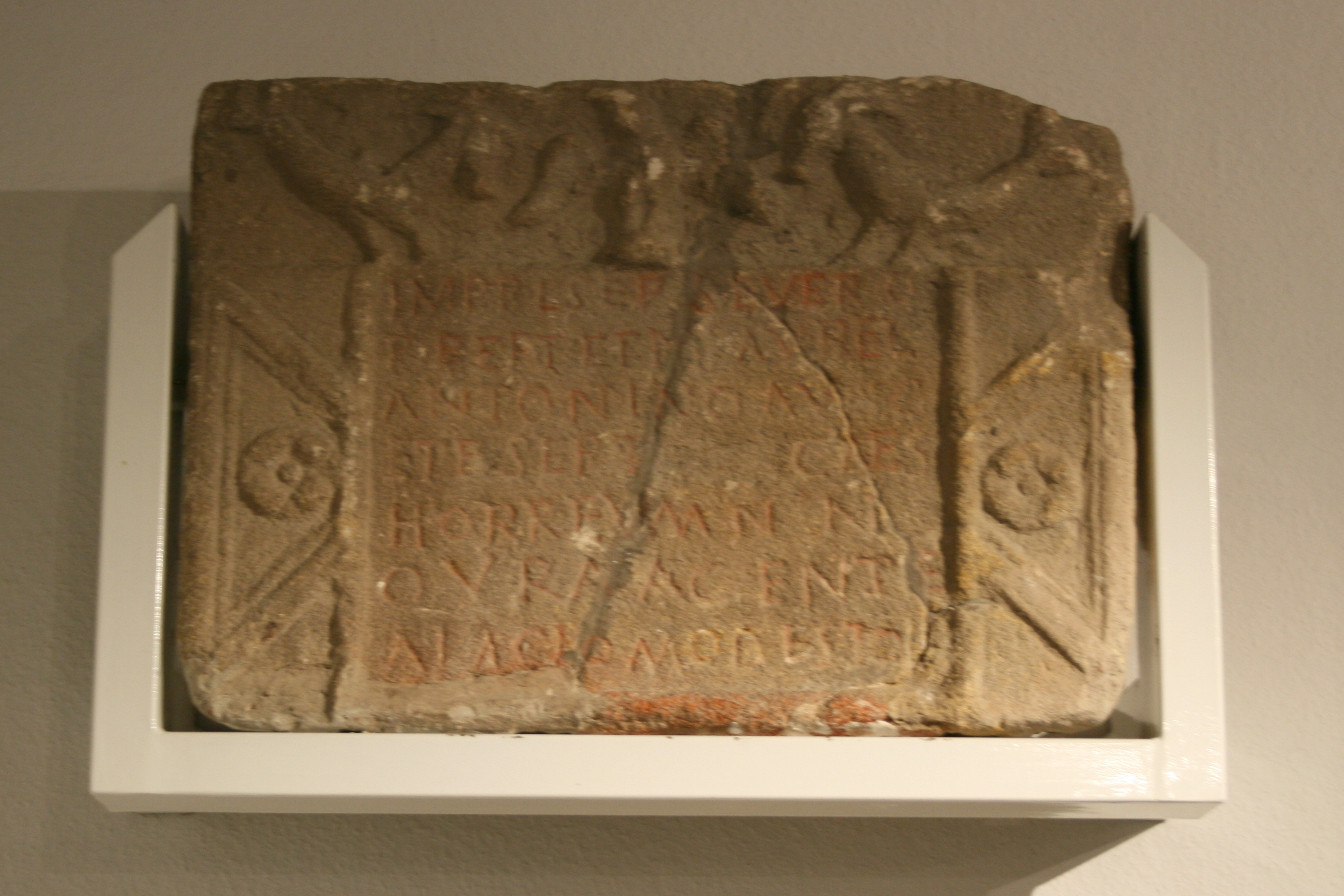
Bauinschrift vom horreum des Kastells Kapersburg mit Nennung eines numerus Nidensium

Die Herkunft des Namens der civitas Taunensium ist ungeklärt. Zahlreiche Theorien vermuten als Namensgeber entweder das später Taunus genannte Gebirge oder den Bergrücken, auf dem, zentral in der Wetterau, Friedberg liegt. In Betracht kommen aber auch Bevölkerungsbezeichnungen, da die römischen Civitates nicht primär als Gebietskörperschaften, sondern als Stammesgebiete zu verstehen sind. Für eine kontinuierliche Besiedlung seit der keltischen Zeit gibt es aber nur sehr vereinzelte Belege, etwa an der Saline von Bad Nauheim. Auch bestanden mit dem Glauberg, dem Dünsberg und dem Heidetränk-Oppidum über Oberursel drei befestigte keltische Orte, die jedoch nach bisherigen Erkenntnissen der Archäologie zur Zeit der römischen Besetzung größtenteils nicht mehr besiedelt waren. Die meisten oppida in Hessen mit Ausnahme des Dünsberges wurden vermutlich um 50 v. Chr. aufgegeben. Statt einer keltischen Restbevölkerung ist in der frühen Kaiserzeit eine anscheinend eingewanderte germanische Bevölkerung in der Wetterau archäologisch greifbar. Tacitus erwähnt, dass sich in den schwach besiedelten agri decumates Leute aus Gallien niederließen. Frontinus berichtet von Zahlungen der Römer an eine Stammeseinheit der Kubier als Entschädigung für die Errichtung von Kastellen in deren Gebiet, was anscheinend deren Ernteertrag gemindert hat.
Neben den germanischen Funden aus dem 1. Jahrhundert gibt es im Bereich der Civitas Hinweise auf Germanen in nennenswerter Zahl erst wieder in der Spätzeit des 3. Jahrhunderts, besonders in Nida-Heddernheim sowie im Vicus des Kastells Zugmantel. Die Bevölkerung bestand größtenteils aus mehr oder weniger romanisierten Provinzbewohnern mit keltischen und germanischen Wurzeln.
Nach Ableistung ihres Militärdienstes ließen sich Soldaten vor Ort nieder, sind aber nur vereinzelt inschriftlich greifbar. Ein Veteran der Ala Indiana erscheint als Stifter in der Inschrift einer Jupitersäule aus Wölfersheim, die in einer Villa rustica nahe dem Kastell Echzell gefunden wurde. In einer heute im Museum Wiesbaden befindlichen Inschrift bezeichnet Titus Flavius Sanctinus, ein Soldat der 22. Legion, sich und seine Brüder als Taunenses. Vom Kastell Kapersburg ist ein numerus Nidensium inschriftlich belegt, eine Hilfstruppeneinheit, die aus Bürgern der Civitas gebildet wurde.
Das Gebirge Taunus erhielt seinen Namen erst im 19. Jahrhundert; es hieß vorher schlicht „die Höh’“. Die etwas fragliche Rückübertragung des römischen Namens begegnet erstmals in einem Gedicht des Landgrafen Friedrich V. von Hessen-Homburg, das er anlässlich der Einweihung seines Großen Tannenwaldes verfasste. Später wurde sie vom Goethe-Freund Johann Isaak von Gerning in heimatbezogenen Schriften konsequent verwendet. Durchgesetzt hat sie sich erst mit der Einweihung der Taunus-Eisenbahn 1840. Es bleibt letztlich unklar, ob der heutige Taunus identisch ist mit dem Gebirge, das erstmals um 43/44 n. Chr. bei Pomponius Mela so genannt wird.

### Verkehrswege

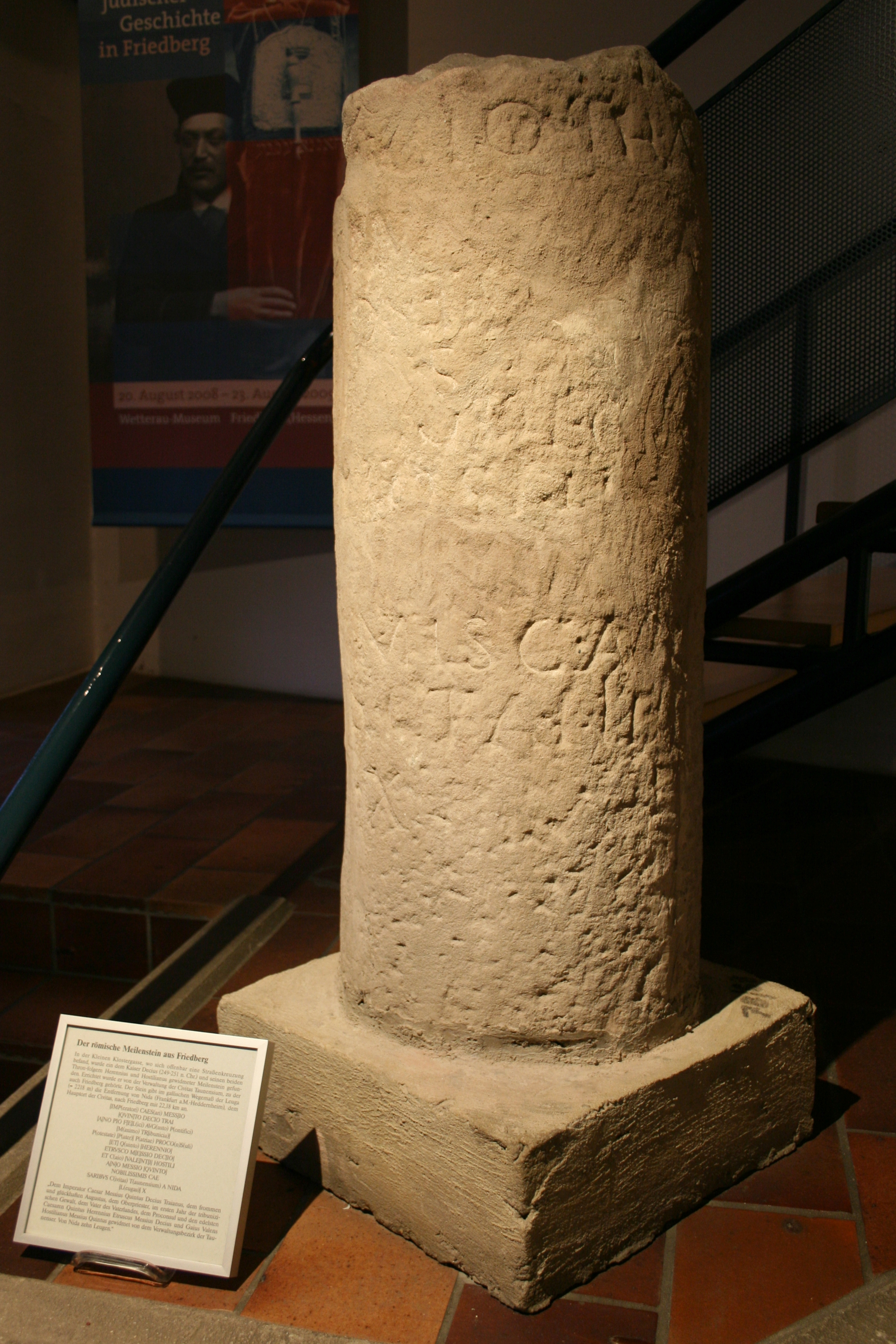
Leugenstein der Civitas Taunensium aus Friedberg im Wetterau-Museum. Der Stein gibt die Entfernung nach Nida mit 10 Leugen an (a Nida [l(eugas)] X).

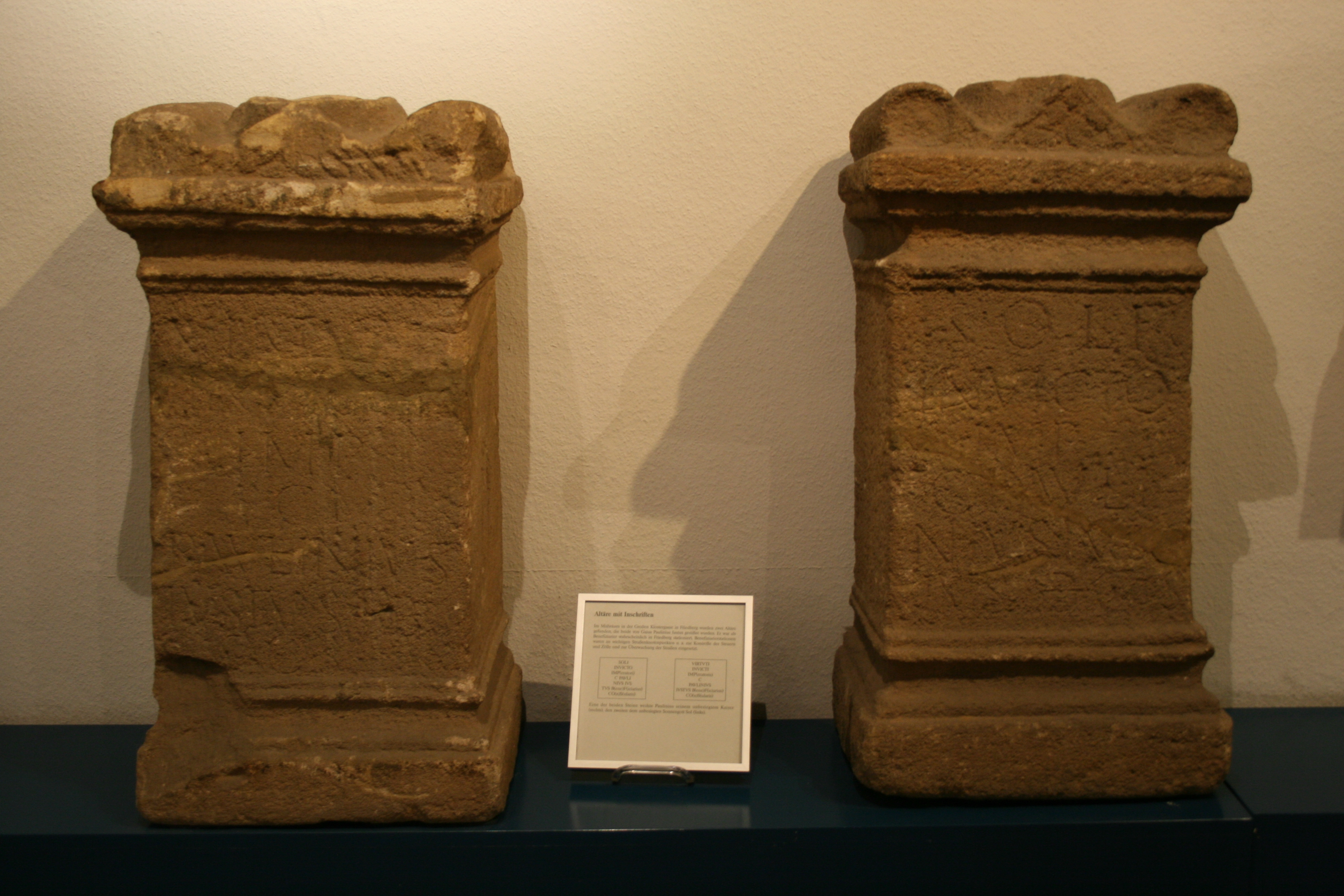
Zwei Benefiziarierinschriften aus dem Mithraeum in Friedberg.

Wichtigste Verbindung war die schnurgerade angelegte sogenannte Elisabethenstraße. Sie stellte die Verbindung von Mogontiacum/Mainz zum Hauptort Nida und zum Kastell Friedberg her. Der Straßenbau wurde unter militärischer Regie ausgeführt, deshalb führten die am besten ausgebauten Straßen zu den Limeskastellen innerhalb der Civitas. Sie dienten in erster Linie der Versorgung und der Kommunikation der am Limes stationierten Truppen und verbanden deshalb oft in gerader Trassenführung die Kastelle am Limes und rückwärtige Truppenstandorte. Markant ist ein Straßendreieck im nördlichen Limesbogen, das die Kastelle Friedberg, Arnsburg und Echzell miteinander verband.
Mit der zivilen Besiedlung des Landes um 100 n. Chr. bildeten sich weitere Straßen mit geringerer Bedeutung, die zivile Siedlungsplätze verbanden. Mittelpunkt des Straßennetzes wurde damit der Haupt- und Marktort Nida, der mit möglichst schnurgeraden Straßenstücken Anbindung zu anderen Kastellstandorten erhielt. Die Militär- und Privatstraßen dürften jedoch nicht der zivilen Verwaltung der Civitas unterstellt gewesen sein. Eine wichtige Römerstraße führte von Nida zum Hauptort der benachbarten Civitas Dieburg und zur römischen Zivilsiedlung Groß-Gerau-„Auf Esch“. Sie nutzte die Mainfurt am Domhügel.
Brücken über den Main sind gesichert nachgewiesen im Bereich des Hanauer Zollhafens sowie in Nähe zum Limes bei Großkrotzenburg. In der älteren Forschung wurden Brücken angenommen bei Offenbach-Bürgel, Frankfurt-Schwanheim und Frankfurt-Höchst, doch gelten diese vor allem aufgrund des Fehlens dendrochronologischer Untersuchungen oder kaum belegter römischer Wegführungen als nicht gesichert. Für römisch gehaltene Pfahlschuhe in der Nähe des Frankfurter Domhügels wurden in neuerer Zeit auf das Jahr 1450 datiert. Ersatzweise könnten die Römer Furten genutzt haben, doch ist dies selten in einer Form zu belegen, die den Maßstäben moderner archäologischer Forschung genügt.
Vorrömische Altstraßen wie z. B. die Hohe Straße wurden von den Römern ausgebaut. Häufig gingen von diesen Fernwege über den Limes hinaus ins freie Germanien. An den Übergängen befanden sich meist Kastelle. Das zeigt, dass der Limes kein undurchdringliches Hindernis und Handel in einem gewissen Umfang möglich war. Kastelle an solchen Übergängen sind unter anderen Kastell Saalburg (Lindenweg), Kastell Butzbach (Weinstraße), Kastell Marköbel (Hohe Straße) und das Kleinkastell Neuwirtshaus (Birkenhainer Straße). Die Sicherheit auf den Straßen wurde durch sogenannte beneficiarii gewährleistet.
Funde von römischen Meilensteinen, sogenannten Leugensteinen, aus dem Gebiet der Civitas gibt es in Friedberg und Heddernheim. Ebenfalls aus Friedberg ist ein Weihestein an Vierwegegöttinnen aus dem Bereich des Mithraeums bekannt.
Ein nicht unwesentlicher Teil des Warentransports erfolgte aber auch über die Flüsse. Auch kleinere Flüsse wie die Nidda und die Kinzig konnten durch Treideln oder mit Flößen befahren werden. Grund für die Rentabilität des Flusstransports war wohl auch der langsame und kostspielige Lastentransport auf dem Landweg, der vorwiegend mit Ochsenkarren und primitiver Anschirrung bewerkstelligt wurde.
An einigen höher gelegenen Plätzen wurden größere Wachtürme ergraben, die wahrscheinlich der Signalübermittlung zum Legionsstandort Mainz dienten. Funde solcher Türme gibt es in Bad Nauheim (Johannisberg), Hofheim (Kapellenberg) und Wölfersheim-Wohnbach; hinzu kommt der Limesturm Wp 4/16 „Auf dem Gaulskopf“ zwischen Ockstadt und Pfaffenwiesbach.

### Wirtschaft

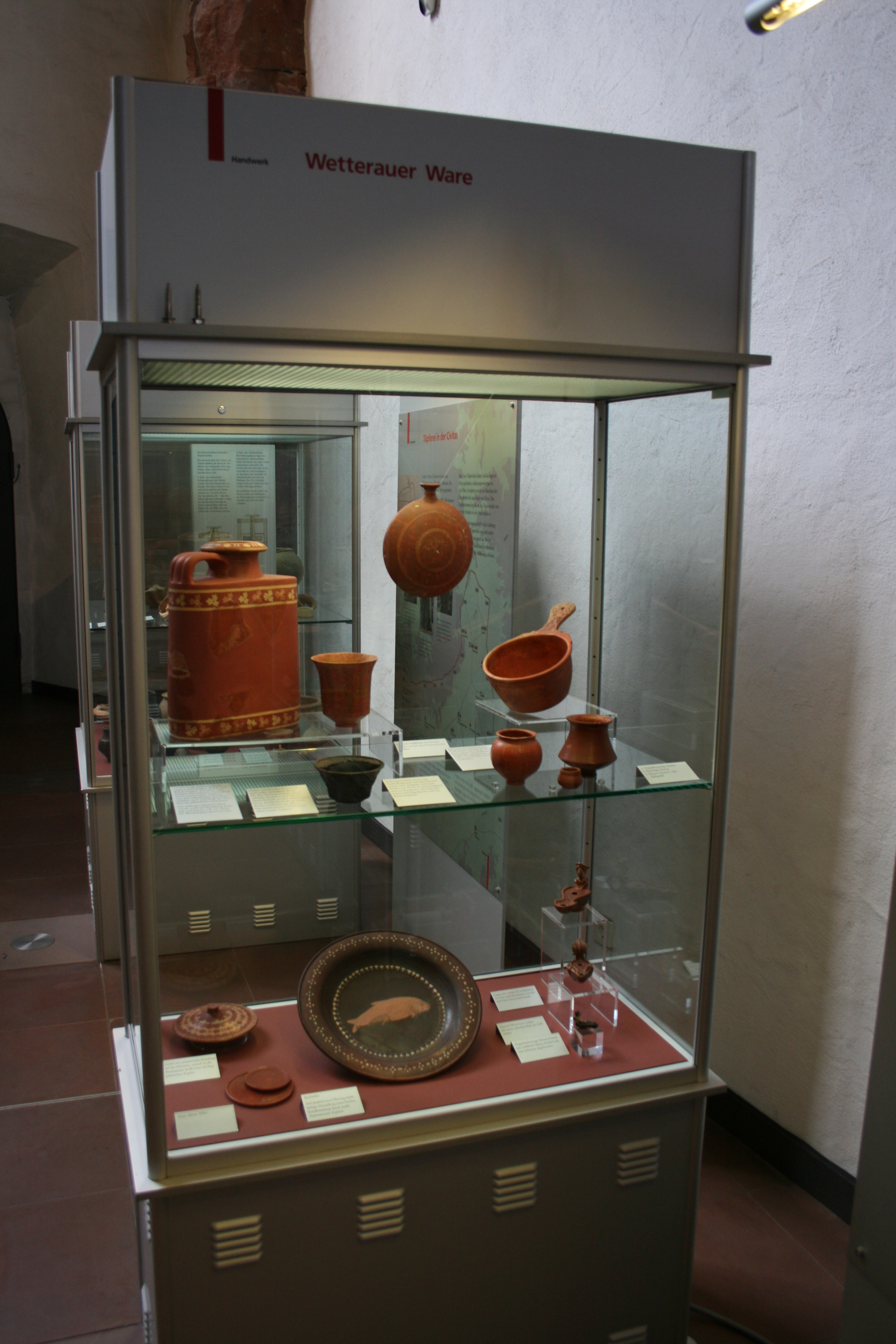
Sogenannte „Wetterauer Ware“, Eine Terra Sigillata-Imitation aus dem Rhein-Main-Gebiet im Archäologischen Museum Frankfurt a. M.

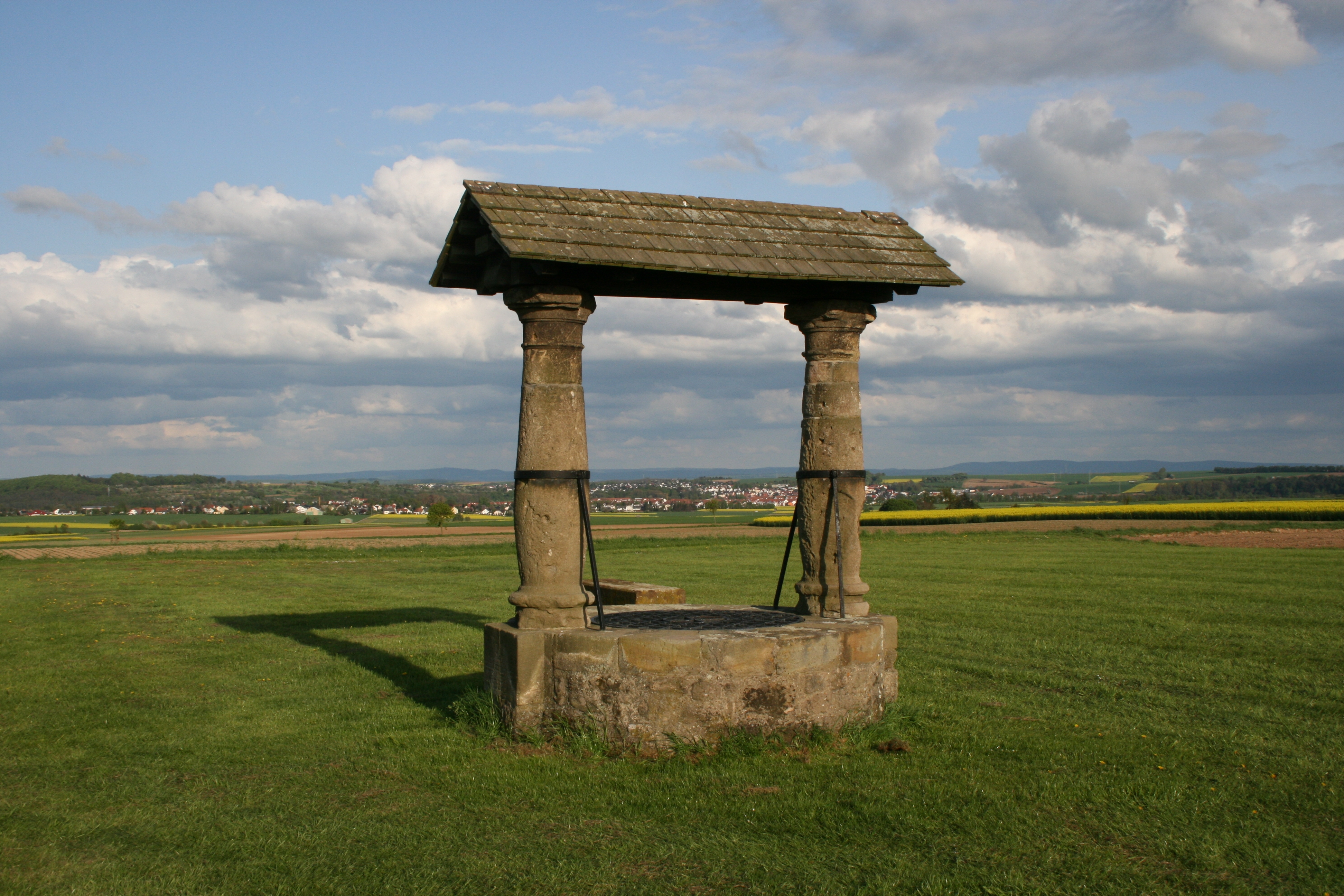
Rekonstruktion eines römischen Brunnens bei Niddatal-Kaichen.

Die Steigerung der Produktivität in der Landwirtschaft war Voraussetzung für eine stärker arbeitsteilige Wirtschaft und hat somit die städtische Struktur und Spezialisierung der Handwerksberufe begünstigt.
An Straßenkreuzungen bildeten sich bisweilen kleinere Dörfer (vici), etwa in Nidderau-Heldenbergen oder am Salisberg bei Hanau. Hier gibt es häufig Belege für Handwerksbetriebe; so wurden in Heldenbergen mehrere Töpferöfen freigelegt. Die Haupterwerbsquelle war aber die Landwirtschaft auf den fruchtbaren Böden der Wetterau. Begünstigt wurde sie durch die Anwesenheit der Truppen am Limes sowie der Mainzer Legion, die inklusive ihrer Nutztiere eine ständige große Nachfrage garantierten.
Sehr bald mit der Etablierung der Provinzverwaltung um das Jahr 100 entstand in der Wetterau ein dichtes Netz von Villae rusticae. Durchschnittlich alle 1–2 km befindet sich eine solche Anlage in der Landschaft, was eine Vermessung (Centuriation) nahelegt, die aber bislang nicht bewiesen werden kann. Sie befanden sich bevorzugt an den großen Heerstraßen. Da man Pferde in dieser Zeit nicht zum Transport schwerer Lasten verwenden konnte, mussten zumindest schwere Lasten mit dem Ochsenkarren oder besser per Schiff transportiert werden.
Der wichtigste lokale Markt befand sich in Nida-Heddernheim. Waren konnten über den Hafen an der Nidda umgeschlagen werden, so dass der Ort Anschluss an das Flusssystem des Mains bekam.
Neben den landwirtschaftlichen Produkten gibt es zahlreiche Belege für Töpferhandwerk in der Region. Große Ziegeleien der Mainzer Legionen, allen voran der 22. Legion aus Mainz sind in Frankfurt-Nied nachgewiesen worden. Sie produzierten Legionsziegel in der Zeit des Aufbaus des Limes bis etwa 120/125 n. Chr. Später wurde ihre Funktion von kleineren Ziegeleibetrieben übernommen, von denen die Ziegelei der Cohors IV Vindelicorum in Großkrotzenburg die bekannteste ist. In Nied und auch in Heddernheim wurden nun von Zivilbetrieben Tonlampen, Firnisware (vor allem Trinkbecher) und Gebrauchskeramik für den lokalen Markt hergestellt. Allein in Heddernheim wurden 105 Öfen festgestellt, die allerdings auch auf die Zeit, in der das Lagerdorf und die Zivilstadt bestanden, hochgerechnet werden müssen. Aus dem Vicus des Kastell Langenhain ist ein Geschirrdepot aus dem 3. Jahrhundert bekannt, das einem lokalen Keramikhändler zuzuweisen ist.
Eine Eigenheit der Region ist die sogenannte Wetterauer Ware, eine meist dünnwandige, rotbemalte Ware, die als Imitation von Terra Sigillata vertrieben wurde. Sie wurde vermutlich in Nied hergestellt.
Aus Nida-Heddernheim sind die Berufe Maurer, Zimmermann, Schmied, Schlosser, Möbelschreiner, Knochenschnitzer, Maler, Bronzegießer, Bronze-, Gold- und Silberschmied, Steinmetz, Schuhmacher, Metzger, Barbier und Arzt vorwiegend durch Werkzeugfunde belegt. Die Funde lassen einen Schwerpunkt bei den Buntmetall verarbeitenden Berufen erkennen.
Die ehemals keltischen Salinen von Bad Nauheim wurden auch unter den Römern betrieben.

## Fundstätten
(s) = sichtbar, (n) = nicht sichtbar, (m) = Museum, Ausstellung vor Ort
Zivilsiedlungen
Frankfurt am Main – Heddernhein
- antike Stadt Nida (n) Funde im Archäologischen Museum Frankfurt

Dörfer (vici, ausgenommen Kastelldörfer)
- Friedberg (n), Funde im Wetterau-Museum
- Hanau-Salisberg (n), Funde im Museum Schloss Steinheim
- Höchst (n)
- Hofheim (n), Funde im Stadtmuseum Hofheim
- Nidderau-Heldenbergen (n)

Gutshöfe (villae rusticae, Auswahl)
- Bad Homburg – Ober-Eschbach „Steingritz“ (s)
- Bad Homburg – Ober-Erlenbach „Im Holderstauden“ (n)
- Frankfurt „Ebelfeld“ (n)
- Frankfurt-Bornheim, am Güntersburgpark (n)
- Frankfurt-Heddernheim „Philippseck“ (n)
- Friedberg „Auf der Pfingstweide“ (n)
- Friedrichsdorf-Seulberg „Hunburg“ (m)
- Hungen-Bellersheim „Markwald“ (schwach s)
- Münzenberg-Gambach „Brückfeld“ (n), zwei Anlagen[47]
- Niddatal-Bönstadt „Raubschloss“ (schwach s)
- Niddatal-Kaichen „Auf dem Steinrutsch“ (rekonstruierter Brunnen)
- Wölfersheim-Wohnbach „Wahleburg“ (n), „Hinterwald“ (s), das steinerne Haus (n), und „Auf dem Steinrutsch“ (n)